# Ryhor Reles
Ryhor Reles (bjeloruski: Рыгор Рэлес, ruski:Гирш Релес) (Čašniki, Vitebska oblast, 23. travnja 1913. – 19. rujna 2004.) - bjeloruski-židovski pisac, jedan od zadnjih pisaca u Bjelorusiji koji je pisao na jidišu.
Rodio se 1913. u selu Čašnicima u Vitebskoj oblasti u Bjelorusiji, dijelom ondašnje carske Rusije. 
Studirao je pedagogiju na vitebskom pedagoškom institutu i kasnije, jidišku filologiju u Minsku. 
Prva pjesma mu je objavljena u sovjetskim židovskim novinama "Junger Arbeiter" 1931. Pisao je pjesme i prozzu na jidišu, kao i nekoliko pjesama na ruskom jeziku. 
Većina njegovih radova je prevedena i objavljena na bjeloruskom jeziku.